# Любарт Гедиминович
Лю́барт Гедими́нович (в крещении — Дмитрий; 1299 — 4 августа 1383) — литовско-русский князь, младший сын Гедимина. Князь луцкий (ок. 1323—1324, 1340—1383), любарский (восточноволынский) (1323—1340), великий князь волынский (1340—1366, 1370—1383), князь галицкий и волынский (1340—1349), галицкий (1353—1354, 1376—1377), последний правитель единого Галицко-Волынского княжества.

## Биография
Любарт Гедиминович родился в семье великого князя литовского Гедимина и его второй жены Ольги, дочери князя Всеволода из смоленских Ростиславичей, став его седьмым, младшим сыном. Принял православие под именем Дмитрий и женился на единственной дочери галицко-волынского короля Андрея Юрьевича. Хроника Литовская и Жмойтская свидетельствует о том, что Любарт «по смерти Володимѣра взял князство Володимѣрское все, Луцкое и Волынское». Под именем Владимира имеется в виду сын Льва Юрьевича Галицкого Владимир Львович. Уделами на Волыни Любарт владел с 1323 года, а полностью занял Волынское княжество в 1340 году.
В 1340 году умер галицко-волынский князь Юрий-Болеслав Тройденович (сын мазовецкого князя и сестры Андрея Юрьевича). Поскольку жена Любарта была последней в роду королей Галиции (двоюродной сестрой умершего), Любарт считал себя законным правопреемником на Галич и всю Волынь. Вместе с тем, польский король Казимир III захватил Перемышльскую землю, поставив под угрозу владения Любарта.

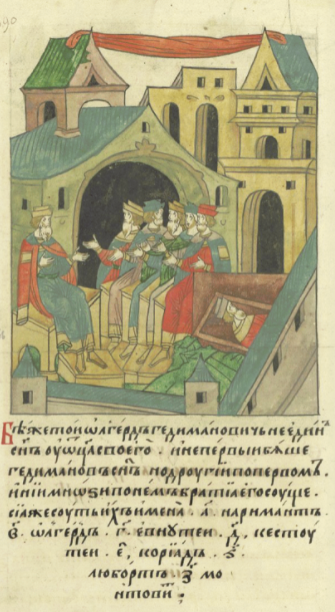
Братья собираются после смерти Ольгерада, Наримунт, Евнутий, Кейстут, Кориат, Любарт и Монтивид

Любарт поддерживал дружеские отношения с киевским митрополитом Феогностом. В 1347 году поддержал его инициативу по упразднению отдельной Галицкой митрополии, чтобы она не послужила инструментом по распространению влияния Польши и Венгрии на юго-западные земли ВКЛ.
В 1349 году, после смерти воеводы и боярина Дмитрия Детька, управлявшего Галичем от имени Любарта, польский король при помощи войск Золотой Орды, Венгрии и Мазовии завладел практически всем Галицко-Волынским княжеством, в том числе Львовом и Брестом.
Началась многолетняя борьба Любарта и Казимира за наследство галицких королей, получившая название Война за галицко-волынское наследство, во время которой Любарт занял Владимир, Кременец и Белз, но из-за предательства попал в плен к Казимиру. Из плена его освободил брат Кейстут. На протяжении нескольких лет братьям удавалось контролировать только Владимир, Белз и Кременец, отбитые у Казимира.
Любарт заручился поддержкой великого князя московского Симеона Гордого, и стал действовать смелее против поляков. В 1349 году Казимир занял Волынь, но, как только он распустил войско по домам, Любарт и Кейстут направили свои войска на Холмские, Белзкие и Волынские земли, и быстро заняли их, после чего направились к Львову, по пути уничтожая всё в польской приграничной области.
В 1350 году овдовевший Любарт женился вторично — на племяннице московского князя Семёна Ивановича, дочери ростовского князя Константина Васильевича Ольге-Агафии.
В 1351—1352 гг. польско-венгерские войска совершили несколько военных походов на Брест, Белз, Владимиро-Волынский. В августе 1351 года Любарт вместе с Кейстутом попал в плен к венграм.
15 августа 1351 года подписал мирный договор с Людовиком (Лайошем) Великим согласно которому Великое Княжество Литовское должно было заплатить огромный выкуп. Галиция признавалась владением Людовика. Любарт сохранял большую часть Волыни за собой.
В 1352 году Любарт заключил сепаратный мирный договор с Казимиром и мазовецкими князьями. Однако уже в 1352 году присоединился к набегам Кейстута на Польшу.
В 1366 году Казимир III занял западную часть Волыни с центром во Владимире. Любарт вынужден был отказаться от претензий на Белзкую и Холмскую земли. В его владении осталась лишь Луцкая земля. Управление Владимиром-Волынским польский король поручил литовскому князю на польской службе Александру Кориатовичу. В 1370 году Казимир Великий умер, князь Александр Кориатович перешел обратно на сторону Великого княжества Литовского, а Любарт вернул Владимир-Волынский.

В 1376 году Любарт и Кейстут вместе с Юрием Наримунтовичем предприняли разорительный поход на Малопольшу, доходя до Сандомира и Тарнува.
"…божественным попущением в 1376 лето Господне 29 октября литвины, придя неожиданно в сандомирскую землю, сожгли многие деревни, а бесчисленный христианский народ, священников и знатных людей с жёнами и детьми одних убили, а других увели и обратили в рабство. Король же Людовик, наказывая за причинённую своему королевству несправедливость, на следующий год с бесчисленным множеством вооружённых воинов вступил в землю Руси, и замки Юрия, который и был виновником преступления, полностью присоединил к своим владениям, а именно: Грабовец, Хелм, Белз, Городло, Всеволож. Любарт же, оценив свои силы, со всеми своими замками и доходами сдался на милость Людовика и перешёл под его власть ". — Куявские анналы
В 1381—1383 годах принимал участие в борьбе за власть Витовта и Ягайло, поддерживал брата Кейстута и племянника Витовта. В 1382 году после смерти польско-венгерского короля Людовика Великого выкупил потерянные в 1370-х годах города (Городло, Лопатин, Олеска, Кременец и другие). Умер Любарт в 1383 году, по другим источникам — в 1385 году в Галицко-Волынском княжестве. 1383 год подтверждается текстом записи писца к Луцкой (Флорентийской) псалтыри, датированной 4 августа 1384 (7892) года, автор которой, священник Иван, указал, что пишет «первого лѣт(а) по см(е)рти князя великого Дмитрья Кедиминовича, при княженьи дѣтии его Федоту, Лазорю, Семёну». Это время на Волыни иерей Иван характеризует так: «Бяше веремя не стройно, но бѣдно, уставаше бѣство (то есть „началось бегство“, люди стали покидать свои места), и ту начаху являтися см(е)рти напрасныя, и то слышаче и видяче, трепетно ужасахомся, пекущеся собою о см(е)рти».

## Семья
Любарт (Дмитрий) Гедиминович возможно был трижды женат.
Первой его супругой с около 1320 (или до 1316) года была княжна Анна Владимировна Луцкая (Анна-Буче), единственная дочь князя луцкого и волынского Владимира (Василько) Мстиславича, умершего в 1315 году. Её существование сомнительно, есть вероятность, что её путают с женой Наримунта Гедиминовича Анной (Елизаветой) Васильковной, сестрой князя Даниила Острожского, который по одной из версий как раз происходит от князя Владимира (Василько) Мстиславича.
В 1321—1323 годах (или в 1331 году) женился на Евфимии (Агриппине) (умерла до 1349), дочери волынского князя Андрея Юрьевича. Дети:
- Иван (умер в конце XIV века, до 1383)[2], упоминается в 1360-е годы[9], как князь северской земли, записан вместе с женой Марией в Любецком синодике.
- Дмитрий[10] (ум. до 1383), упоминается в 1360—1370-е годы[9]. По некоторым данным (опровергаемым, впрочем, современными исследователями[11]), потомками Дмитрия являются князья Сангушко, Сангушко-Каширские и Сангушко-Ковельские.
- Михаил (ум. до 1383) — князь Волынский[12]. По одной из версии, предполагаемый отец Дмитрия Михайловича, безудельного князя волынского.
- Агриппина[13]
- Анастасия[13]

В 1349 или 1350 году князь женился на Ольге-Агафье, дочери ростовского князя Константина Васильевича, которая умерла после 1386. Ольга Константиновна по материнской линии приходилась племянницей князю московскому Семёну Гордому, который и устроил этот брак. Дети:
- Фёдор (ок. 1351 — после 1 июня 1431) — князь Волынский (1383—1390), Северский (1393—1405) и Жидачевский (ок. 1405—1431)[2];
- Лазарь (умер после 1386)[2];
- Семён (умер после 1386)[2].